# بدری (فیلم ۲۰۰۰)
بدری 
(به تلوگویی: Badri) فیلمی محصول سال ۲۰۰۰ و به کارگردانی پوری جاگاناد است. در این فیلم بازیگرانی همچون پاوان کالیان، آمیشا پاتل، رنو دسای، پراکاش راج و کوتا سرینیواسا راو ایفای نقش کرده‌اند.